# Enzyklopädie des DDR-Fußballs
Die Enzyklopädie des DDR-Fußballs ist ein Nachschlagewerk zur geschichtlichen Darstellung des DDR-Fußballs. Das vom Autor Hanns Leske erstellte Werk erschien 2007 im Göttinger Verlag Die Werkstatt (ISBN 978-3-89533-556-3) und umfasst 590 Seiten.

## Hauptkapitel
- Geschichtliche Darstellung des DDR-Fußballs (S. 7–40)
- Register der Klubs und Sportgemeinschaften (S. 43–46)
- Kurzporträts der Spieler und Trainer (S. 48–549)
- Abschlusstabellen der Oberliga 1949/50–1990/91 (S. 559–569)
- Statistiken zur Nationalmannschaft und den Oberligaspielern (ab S. 552)

## Inhalt
Der Hauptteil der Enzyklopädie beschäftigt sich auf 502 Seiten mit den Spielern und Trainern im DDR-Fußball, im Wesentlichen aus der DDR-Oberliga. Es werden mit Angabe der Jahreszahlen die Stationen aufgezählt, auch vor und nach der Oberliga-Ära sowie der weitere Weg im DDR-Fußball (Trainer, Funktionär usw.). Berücksichtigt werden auch die Einsätze in den Nationalmannschaften (auch im Nachwuchs). In der Regel sind die Einträge je nach Biografie vier bis zwanzig Zeilen im Zweispaltensystem lang. Vereinzelt sind auch Spieler aufgenommen worden, die nur bis zur zweitklassigen DDR-Liga aktiv waren, ohne dass ein System erkennbar ist. In mehreren Fällen hat Leske neben den Stationen und Einsatzzeiten Fakten aus dem politischen Umfeld (Stasiverstrickung, Flucht aus der DDR) angefügt, die mitunter mehrere Seiten beanspruchen (z. B. Bernd Bransch, vier Seiten / Lutz Eigendorf, drei Seiten).
Ebenfalls den Spielerporträts angehängt sind in loser Folge Informationen über die beteiligten Klubs bzw. Sportgemeinschaften. Erwähnt werden alle 44 Oberligamannschaften und ca. 150 von 199 infrage kommenden DDR-Liga-Sportgemeinschaften. Daneben finden auch einige Mannschaften aus der drittklassigen II. DDR-Liga Erwähnung (z B. BSG Motor Breitungen).
Im Statistikteil werden alle Länderspiele der DDR-Nationalmannschaft mit Gegner, Datum, Spielort und Ergebnis aufgelistet. Es folgt eine Zusammenstellung aller Nationalspieler mit Einsatzzahlen, Toren und Heimatmannschaft, einschließlich einer Rangliste nach Einsätzen (1. – 36.) und nach Toren (1. – 16.). Es folgen die Abschlusstabellen der 42 Spielzeiten von 1949/50 bis 1990/91. Zum Schluss sind Ranglisten der Oberligaeinsätze und der Oberligatorschützen sowie der Einsätze im Europapokal und der Europapokal-Torschützen.